# Tonkin
Tonkin, også Tongkin eller Tongking (chu nho: 東京), er den nordligste del af Vietnam. I nord grænsende til Kinas provinser Yunnan og Guangxi, i vest til Laos og med østkyst mod Tonkinbugten. Indbyggerne selv kalder den Bắc Kỳ, som betyder "Nordlige region". Et alternativt navn er Bac Bô, Nordlige grænses bugt.
Med sin beliggenhed ved Røde Flods frodige delta, har Tonkin en omfattende produktion af ris.
Navnet afledes fra Đông Kinh, et ældre navn på byen Hanoi, som var hovedstad i Vietnam fra 800-tallet. Vietnam var da allerede længe en kinesisk provins. Dette navn betyder "østlige hovedstad" og er sprogligt identisk med navnet Tokyo. Jævnfør også Kinas Nanjing (sydlige hovedstad) og Beijing (nordlige hovedstad).
Frankrig erklærede sin overhøjhed over Vietnam efter fransk-kinesiske krig (1884-1885) og delte det i tre regioner med navnene Tonkin (i nord), Annam (mellemste del) og Cochinkina (i syd). Inddelingen var ret tilfældig og vietnameserne selv kæmpede i 90 år for landets genforening.